# Epactoides ankasokae
Epactoides ankasokae là một loài bọ cánh cứng trong họ Bọ hung (Scarabaeidae).